# گروه توسا کیننو
گروه توسا کیننو (به ژاپنی: 土佐勤王党 Tosa Kinnōtō); به معنای تحت الفظی گروه وفاداران به امپراتور در (قلمروی) توسا یک انجمن در قلمروی توسا در ژاپن بود. اساس فعالیت این حزب بر سون‌نو جوای به معنی حرمت‌گزاری به امپراتور، اخراج اجنبی قرار گرفته بود. سون‌نو جوای نوعی فلسفه سیاسی و جنبش اجتماعی برخاسته از آئین کنفوسیوسی بود که به شکل شعار سیاسی در دههٔ ۱۸۵۰ و ۱۸۶۰ در طی باکوماتسو، دوران پایانی شوگون‌سالاری توکوگاوا در ژاپن رایج شد.
این حزب توسط تاکچی هانپیتا در سال ۱۸۶۱ در قلمروی توسا تشکیل شد. در ماه نهم همان سال ساکاموتو ریوما که بتازگی از ادو بازگشته بود به عضویت این گروه درآمد. این اقدام اولین قدم ریوما در زمینه سیاست به‌شمار می‌آید. تاکچی هانپیتا دوست دوران کودکی ریوما بود. سال پس از آن با وجود مخالفت ریوما این گروه یوشیدا تویو یکی از دولتمردان بانفوذ را در قلمروی توسا ترور کرد. ریوما به علت اینکه این گروه به راه‌های افراطی و خشن رو آورده بود این گروه را ترک کرد. تاکچی هانپیتا به پیشنهاد پذیرفتن شغلی در دولت توسا جواب رد داد و توسا کیننو از این پس نیز یکی پس از دیگری مخالفان خود را به قتل رساند. در سال ۱۸۶۵ تاکِچی به دستور فرماندار توسا یامائوچی یودو به جرم کشتن یوشیدا تویو مجبور به هاراکیری شد.